# デアンドレ・ベイカー
- ディアンドレ・ベイカー

デアンドレ・ベイカー（Deandre Baker 1997年9月4日- ）はフロリダ州マイアミ出身のアメリカンフットボール選手。ポジションはコーナーバック。

## 経歴

### プロ入りまで
ジョージア大学に進学した彼は1年次の2015年、11試合に出場した。2年次の2016年、ヴァンダービルト大学戦で負傷した。その後復帰したがジョージア工科大学戦でも負傷した。
3年次の2017年、サウスイースタン・カンファレンスのセカンドチームに選ばれた。彼は最終学年へ進級せず、2018年のドラフトにアーリーエントリーすると報道されていたが、最終学年への進学を選んだ。
4年次の2018年、彼は相手レシーバーに175ヤード、QBレイティング40.2の成績しか許さず、全米屈指のディフェンシブバックであると評価された。この年オールアメリカンに選ばれるとともに、カレッジフットボールベストのディフェンシブバックに与えられるジム・ソープ賞も獲得した。4年間の在学中に彼が許したタッチダウンはわずか1回であった。

### ニューヨーク・ジャイアンツ
2019年のドラフト1巡全体30位でニューヨーク・ジャイアンツに指名されて入団した。彼を指名するためにジャイアンツは2巡全体37位指名権、4巡、5巡指名権をトレードした。
この年15試合に先発出場、61タックルをあげた。
2020年5月14日、シアトル・シーホークスのクイントン・ダンバーとともに5月13日にフロリダ州ミラマーで起きたホームパーティーでのカードゲームを巡り口論の後、銃を振り回した上で金品を強奪したという武装強盗容疑で指名手配された。5月16日に両選手はフロリダ州警察に出頭した後、5月17日に保釈金を支払い釈放された。弁護士は事件との関与を否定する承認の宣誓供述書があると主張している。被害者の1人は賭けトランプで2人が7万ドルを失ったと証言している。9月8日にジャイアンツからウェーバーにかけられた。

### カンザスシティ・チーフス
11月16日に起訴が取り下げられたのを受け、カンザスシティ・チーフスがベイカーと練習生契約を結んだ。